# Juan Fernández García
Juan Fernández García (en catalán: Joan Fernández i Garcia; Sabadell, Vallés Occidental, 11 de diciembre de 1930-22 de junio de 2020) fue un piloto de automovilismo español.

## Trayectoria deportiva

### Hockey sobre patines
Juan Fernández comenzó su trayectoria deportiva en el Club de Hockey sobre patines de Sabadell, al que se incorporó a la edad de quince años y llegó a ser el máximo goleador nacional. En total, jugó más de cien partidos entre 1946 y 1952, logrando un Campeonato de España.

### Motociclismo
En 1951, Juan Fernández compró una Montesa de competición, con la que ganó algunas pruebas a nivel regional. Estas actuaciones llamaron la atención del jefe del equipo Montesa Paco Bultó, quien le ofreció un puesto como piloto oficial de la marca. En 1954 llegaron los primeros triunfos internacionales, destacando el del Trofeo Intermotociclista de Mónaco, en el que logró el título de marcas junto con Ernesto Millet y José Sol. Juan Fernández continuó corriendo en motos durante los siguientes años, pero compaginando cada vez más su actividad en dos ruedas con su incipiente carrera automovilística.[cita requerida]

### Copiloto
En 1954, Juan Fernández debutó en coches como copiloto de Antonio Farrás en la V Vuelta a Cataluña a bordo de un Porsche 356. Allí comenzó un periplo de cinco años copilotando a pilotos como el propio Farrás, Salvador Fábregas o Rafael d'Hartcourt. Allí quedó prendado de los Porsche y decidió ahorrar hasta poder comprarse uno.

### Piloto
La primera carrera de Juan Fernández como piloto automovilista la disputó el 6 de abril de 1957 en el III Trofeo Montjuich al volante de un Seat 1400 A, terminando en segunda posición. Tras unos primeros años con pocos medios y buenos resultados (entre ellos, el Campeonato de España de Rallies en 1961), Juan Fernández finalmente pudo adquirir un Porsche 356, estableciendo una relación de más de diez años con el fabricante de Stuttgart. 
Los buenos resultados a nivel nacional le permitieron hacerse un nombre entre los mejores pilotos del ámbito nacional, siendo habitualmente solicitado por otros pilotos como compañero en pruebas por equipos. Ello le permitió hacer importantes amistades, y fruto de ellas fundó, junto con los pilotos José María Juncadella y Enrique Coma-Cros, la escudería Montjuich en 1968.
Con la escudería Montjuich Juan Fernández vivió sus mejores años como piloto, participando en eventos de gran prestigio como el Campeonato Mundial de Sport Prototipos y las 24 Horas de Le Mans, en las que participó en siete ocasiones y logró como mejor resultado un quinto puesto absoluto en 1973 a bordo de un Porsche 908/3 junto con Francisco Torredemer y Bernard Chenevière, siendo además el primer equipo no oficial clasificado. Durante estos años compartió equipo con pilotos de la talla de Jo Siffert, Brian Redman o Arturo Merzario.
La marcha de Tergal, principal patrocinador de la Escudería Montjuich, forzó su ausencia en los grandes campeonatos a partir de 1974. Ante ello, redirigió su carrera hacia las subidas en cuesta, donde compitió desde entonces hasta su retirada en 1990. La nueva situación marcó también el fin de la relación entre la escudería y Porsche, siendo esta sustituida primero por Abarth y más tarde por Lola y Osella. Con ellos, Juan Fernández logró en montaña un Campeonato de Europa de Sports car y ocho Campeonatos de España, además de dos Campeonatos de España de velocidad.

## Otras actividades
Juan Fernández fue empresario textil, por lo que compitió durante toda su carrera deportiva como piloto amateur.

## Fallecimiento
El 22 de junio de 2020 se dio a conocer la noticia de su fallecimiento a los ochenta y nueve años.

## Resultados

### 24 Horas de Le Mans
| Año  | Equipo                                      | Copilotos                               | Automóvil           | Clase  | Vueltas | Pos. | Pos. Clase |
| ---- | ------------------------------------------- | --------------------------------------- | ------------------- | ------ | ------- | ---- | ---------- |
| 1970 | Escudería Montjuich                         | José Juncadella                         | Ferrari 512S Spyder | S 5.0  | 130     | DNF  | DNF        |
| 1972 | Escudería Montjuich                         | Francesco Torredemer Eugenio Baturone   | Porsche 908/03      | S 3.0  | 278     | DNF  | DNF        |
| 1973 | Escudería Montjuich-Tergal Haberthur Racing | Francesco Torredemer Bernard Chenevière | Porsche 908/03      | S 3.0  | 319     | 5.º  | 5.º        |
| 1974 | Escudería Tibidabo                          | Francesco Torredemer Bernard Tramont    | Porsche 908/03      | S 3.0  | 12      | DNF  | DNF        |
| 1977 | Escudería Montjuich                         | Rafael Tarradas Eugenio Baturone        | Porsche 934         | GT     | 115     | DNF  | DNF        |
| 1981 | Team Lola                                   | Emilio de Villota Guy Edwards           | Lola T600           | S +2.0 | 287     | 15.º | 3.º        |

## Palmarés

### Montaña
- 17 campeonatos de Cataluña (1961, 1964, 1966, 1967, 1968, 1972, 1973, 1974, 1976-83, 1989)
- 10 campeonatos de España (1972, 1973, 1975, 1977-83)
- 2 campeonatos de Europa de sports car (1973, 1974)
- 1 subcampeonato de Europa absoluto
- Numerosas victorias en subidas, entre ellas:
  - 16 victorias en la Subida a San Felíu de Codinas
  - 15 victorias en la Subida al Puig Major
  - 9 victorias en la subida a Prades - " carrera en cuesta conocida como Pujada a Prades, pero el tramo de unos 7000 metros de recorrido de la carrera , estaba ubicado en el municipio de Vimbodí; una carretera comarcal que lleva al pueblo de Prades."
  - 6 victorias en la Subida a Montserrat
  - 4 victorias en la Subida a la Rabassada
  - 3 victorias en la Subida al Montseny

### Rallies
- 4 campeonatos de Cataluña (1961, 1964, 1966, 1967)
- 3 campeonatos de España (1961, 1964, 1966)
- 3 victorias en el Rally Costa Brava (1962, 1966, 1967)
- 1 victoria en el Rally Cataluña (1961)
- 2 victorias en el Rally RACE (puntuable para el Campeonato de Europa)

### Circuito

#### Velocidad
- 2 campeonatos de Cataluña (1966, 1967)
- 3 campeonatos de España (1967, 1983, 1986)
- Victoria en las pruebas inaugurales de los circuitos del Jarama (1966) y Jerez (1985)

#### Resistencia
- Victoria en las 6 Horas de Barcelona (1967), con Javier de Vilar (Porsche, circuito de Montjuïc)
- Victoria en las 12 Horas de Barcelona (1969), con Paco Godia (Porsche, circuito de Montjuïc)

## Premios y reconocimientos
- Medalla de la Delegación Nacional de Educación Física y Deportes (1975)
- Medalla al Mérito Deportivo de la Generalidad de Cataluña (1982)
- Forjador de la Historia Deportiva de Cataluña (1991)
- Medalla de Honor del Real Automóvil Club de España (2010)